# Himantura walga
Himantura walga és una espècie de peix pertanyent a la família dels dasiàtids.
Pot arribar a fer 45 cm de llargària màxima. És ovovivípar. És un peix marí, demersal i de clima tropical. Es troba a la Xina, Indonèsia, l'Iran, Malàisia, les illes Filipines i Tailàndia.
És inofensiu per als humans i consumit per la seua carn, tot i que és de valor limitat degut a la seua mida petita.